# Глуха Буковица (Травник)
Глуха Буковица је насељено мјесто у Босни и Херцеговини, у општини Травник, која припада ентитету Федерација Босне и Херцеговине. Према попису становништва из 2013. у насељу је живјело 878 становника.

## Становништво
Према попису становништва из 1991. године, мјесто је имало 1.041 становника.
| Демографија | Демографија | Демографија |
| Година      | Становника  | Становника  |
| ----------- | ----------- | ----------- |
| 1961.       | 716         |             |
| 1971.       | 949         |             |
| 1981.       | 976         |             |
| 1991.       | 1.039       |             |
| 2013.       | 878         |             |